# 崇禎
崇禎（すうてい）は、中国、明の最後の皇帝である第17代皇帝朱由検の治世中で使用された元号。1628年 - 1644年。
明では一世一元の制を採用していたため、毅宗は崇禎帝と称される。
崇禎以外で提示された元号の案に「乾聖」、「興福」、「咸嘉」があり、初期の案では崇禎ではなく「崇貞」であった。また、元号の案に別説として「永昌」、「紹慶」、「咸寧」があったという説があり、後に崇禎17年に李自成によって明が滅ぼされて建国された順の元号に永昌が用いられている。

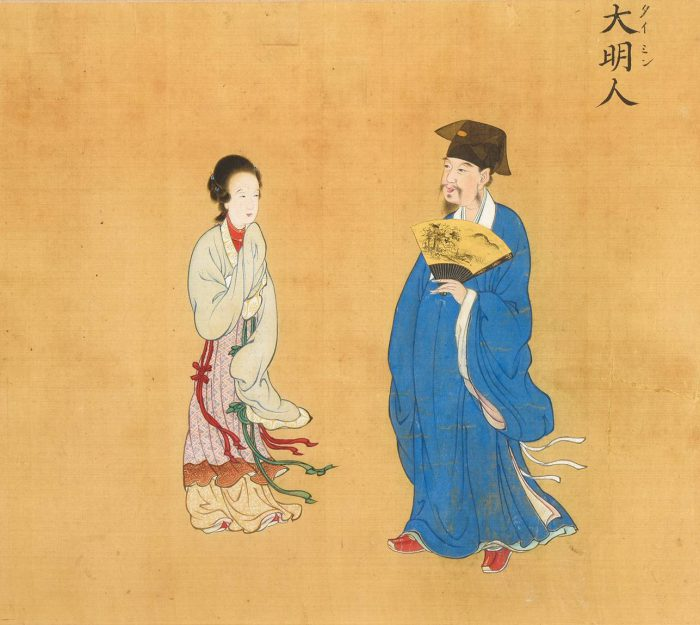
崇禎の明の衣装

## 出来事
崇禎元年、1627年(天啓7年）に熹宗が死亡したため、弟崇禎帝が皇位についた。
崇禎17年3月19日、李自成により明は滅亡。李自成は、その年の1月に西安で皇帝を称し（順）、年号を永昌としていたが、4月に清によって逐われた。その清の元号では、この年は順治元年である。
一方、南京では、崇禎帝の従兄弟である福王・朱由崧が5月15日に皇帝に即位し、明朝を復興（南明）、踰年改元法に則り、崇禎の年号を継承し、翌年正月を以って弘光に改元する。
李氏朝鮮では、明の滅亡後、明の後継者は朝鮮だとする小中華思想により、崇禎による崇禎紀元を使い続けていた。

## 西暦との対照表
| 崇禎 | 元年   | 2年    | 3年    | 4年    | 5年    | 6年    | 7年    | 8年    | 9年    | 10年   |
| 西暦 | 1628年 | 1629年 | 1630年 | 1631年 | 1632年 | 1633年 | 1634年 | 1635年 | 1636年 | 1637年 |
| 干支 | 戊辰   | 己巳   | 庚午   | 辛未   | 壬申   | 癸酉   | 甲戌   | 乙亥   | 丙子   | 丁丑   |
| 崇禎 | 11年   | 12年   | 13年   | 14年   | 15年   | 16年   | 17年   |        |        |        |
| 西暦 | 1638年 | 1639年 | 1640年 | 1641年 | 1642年 | 1643年 | 1644年 |        |        |        |
| 干支 | 戊寅   | 己卯   | 庚辰   | 辛巳   | 壬午   | 癸未   | 甲申   |        |        |        |

## 他年号との対照表
| 崇禎    | 元年  | 2年   | 3年   | 4年   | 5年   | 6年   | 7年    | 8年   | 9年           | 10年  |
| 後金 清 | 天聡2 | 天聡3 | 天聡4 | 天聡5 | 天聡6 | 天聡7 | 天聡8  | 天聡9 | 天聡10 崇徳元 | 崇徳2 |
| 崇禎    | 11年  | 12年  | 13年  | 14年  | 15年  | 16年  | 17年   |       |               |       |
| 清      | 崇徳3 | 崇徳4 | 崇徳5 | 崇徳6 | 崇徳7 | 崇徳8 | 順治元 |       |               |       |
| 順      | -     | -     | -     | -     | -     | -     | 永昌元 |       |               |       |